# Chailicyon crassidens
Chailicyon crassidens és una espècie de mamífer carnívor extint de la família dels cànids que visqué durant l'Eocè en allò que avui en dia és la Xina. Se n'han trobat restes fòssils a Àsia.